# Heidi Crowter
Heidi Crowter (Coventry, Inglaterra, 3 de julio de 1995) es una defensora de los derechos de las personas con discapacidad británica. Crowter hace campaña para el grupo antiabortista Don't Screen Us Out, desafiando la Ley de Aborto de 1967 que considera discriminatoria contra los fetos con discapacidades.

## Trayectoria
Poco después del nacimiento de Heidi, sus padres descubrieron que tenía síndrome de Down. Crowter ha tenido leucemia, neumonía e insuficiencia renal. Fue sometida a una cirugía cardíaca poco después de nacer. Crowter tiene dos hermanos mayores y una hermana menor. A la edad de 16 años, Crowter fue víctima de acoso y trolling en Internet relacionado con su síndrome de Down.
Crowter trabaja actualmente en una peluquería en Coventry, además administra sus cuentas de redes sociales y trabaja con niños.
Crowter participa en la campaña Don't Screen Us Out. Crowter y otras dos personas demandaron al Departamento de Salud y Asistencia Social alegando que la Ley de Aborto de 1967 era discriminatoria al permitir el aborto de fetos con síndrome de Down y otros diagnósticos hasta el momento del nacimiento. En septiembre de 2021, el caso fue rechazado por los jueces. En marzo de 2022, Crowter recibió permiso para apelar el veredicto por motivos limitados. Su apelación fue desestimada por unanimidad en noviembre de 2022.

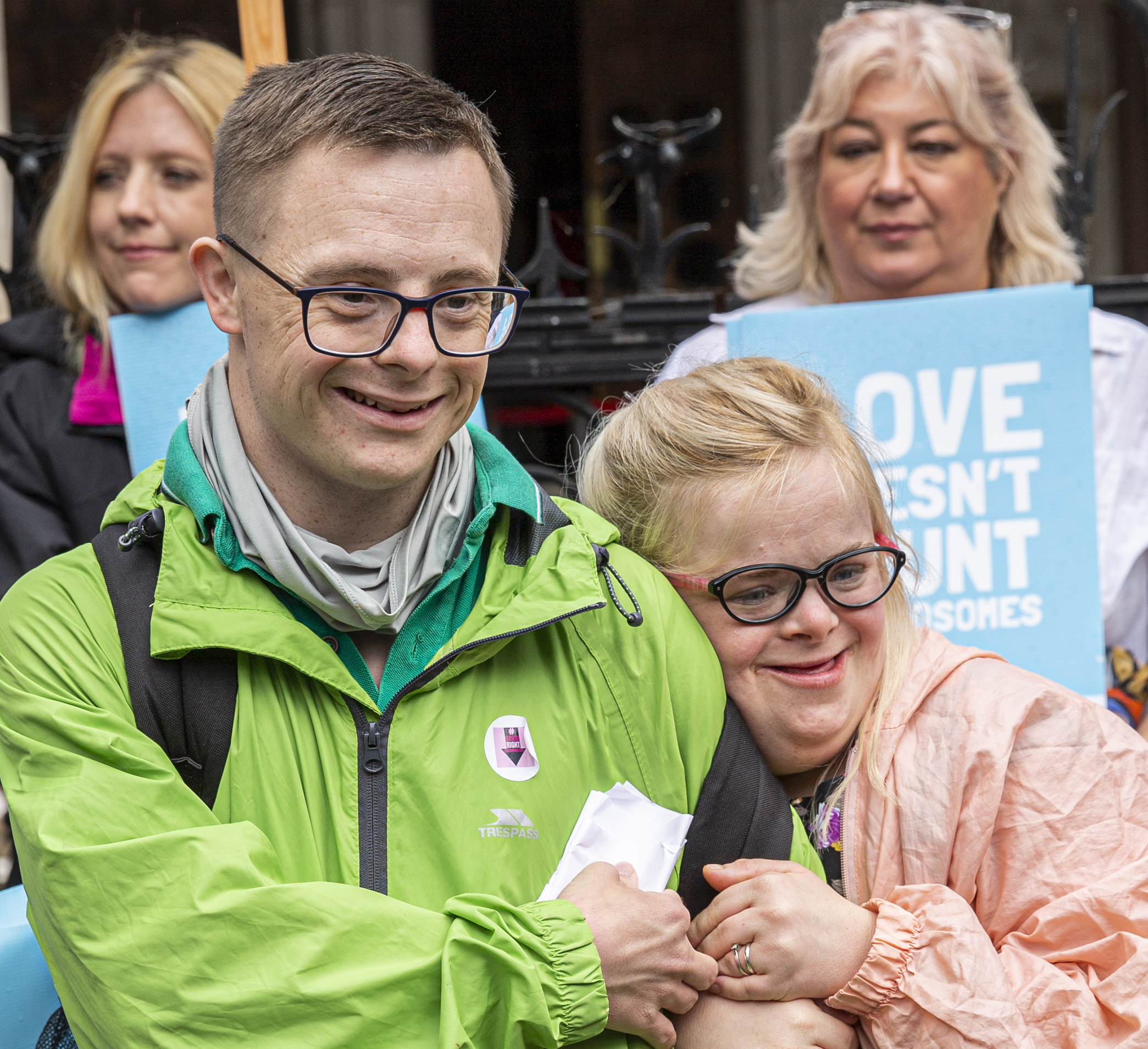
James Carter y Heidi Crowter en julio de 2021

Crowter es cristiana. Conoció a su marido, James Carter, por Internet en 2017. Se casaron en 2020 en la Iglesia Hillfields en Coventry.

## Reconocimientos
Crowter fue distinguida como una de las 100 mujeres de la BBC en diciembre de 2022.